# アトムエコノミー
アトムエコノミー (atom economy) あるいは原子経済（げんしけいざい）、原子効率（げんしこうりつ、atom efficiency）は、ある化学プロセスにおける、含まれるすべての原子の変換効率である。理想的な化学プロセスでは、出発物質（反応物）の重量は得られる生成物の重量と等しく、無駄となる原子はまったくでない（化学量論も参照）。
バリー・トロストによって1991年に提唱された。1990年代以降、原料物質（石油など）の高コスト化や、環境に配慮したプロセス開発への関心が高まったことから、アトムエコノミーの概念が顕出してきた。グリーンケミストリー論において重要な考え方である。
アトムエコノミーは以下の式によって表すことができる。
アトムエコノミー (%) = 目的物の分子量/反応物の分子量 × 100
ここで、ある反応の化学収率が100%であったとしても、アトムエコノミーは100%にはなるとは限らない。例えばグリニャール反応ではマグネシウムなどが右辺の分母（反応物の分子量）に含まれるためである。一方、ディールス・アルダー反応などは潜在的にアトムエコノミーを高くすることのできる反応であるといえる。また、目的物が光学異性体を持つ場合、アトムエコノミーが100%であったとしても、反応は充分に立体選択的でなければならない。
反応中に付帯的に利用される基質が再利用可能であるならば、アトムエコノミーを上げることもできる。例えば、エヴァンスによる不斉アルドール反応におけるキラル補助基などがこれにあたる。しかしながら、回収操作が100%の効率で行われることはないため、このような過程は避けられるのであればそれに越したことはない。
アトムエコノミーは、出発物や触媒を注意深く選択することによって向上させることができる。
アトムエコノミーは化学プロセスを改善する手法のひとつであり、他にもエネルギー消費や汚染物質、価格などの低減が要素として挙げられる。